# 24152 Ramasesh
24152 Ramasesh là một tiểu hành tinh vành đai chính với chu kỳ quỹ đạo là 1701.2096498 ngày (4.66 năm).
Nó được phát hiện ngày 15 tháng 11 năm 1999.